# Krzysztof Wętkowski

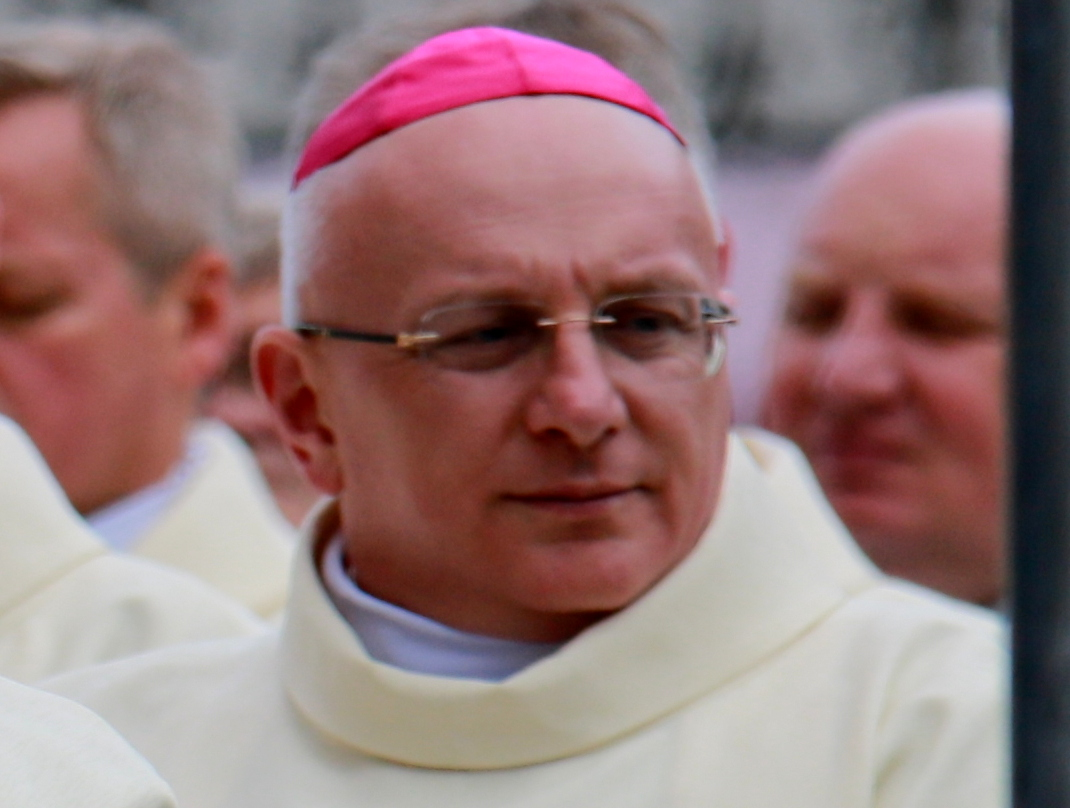
Bischof Krzysztof Wętkowski (2018)

Wappen von Krzysztof Wętkowski

Krzysztof Jakub Wętkowski (* 12. August 1963 in Gniezno, Polen) ist ein polnischer Geistlicher und römisch-katholischer Bischof von Włocławek.

## Leben
Krzysztof Wętkowski empfing am 4. Juni 1988 durch den Erzbischof von Gniezno und Warschau, Józef Kardinal Glemp, das Sakrament der Priesterweihe. Er war von 1988 bis 1989 Kaplan der Pfarrei „Sankt Martin und Sankt Nikolaus“ in Bydgoszcz. Von 1989 bis 1994 studierte er an der Katholischen Universität in Lublin und wurde 1995 zum Dr. iur. can. promoviert. 2008 wurde er zum Professor für Kanonisches Recht an der Adam-Mickiewicz-Universität Posen berufen. Er war Generalvikar der Erzdiözese Gniezno, zudem Kurienmoderator und Mitglied des Priesterrats sowie Konsultor seiner Erzdiözese.
Am 24. November 2012 ernannte ihn Papst Benedikt XVI. zum Titularbischof von Glavinitza und zum Weihbischof in Gniezno. Der Erzbischof von Gniezno, Józef Kowalczyk, spendete ihm am 22. Dezember 2012 die Bischofsweihe; Mitkonsekratoren waren der Apostolische Nuntius in Polen, Erzbischof Celestino Migliore, und der emeritierte Erzbischof von Gniezno, Henryk Muszyński. Sein Wahlspruch State in Fide („Steht fest im Glauben“) entstammt dem 1. Brief des Paulus an die Korinther (1 Kor 16,13 ).
Papst Franziskus ernannte ihn am 27. April 2021 zum Bischof von Włocławek. Die Amtseinführung fand am 7. Juni desselben Jahres statt.